# Rio Ghegheş
O Rio Ghegheş é um rio da Romênia, afluente do Târnava Mică, localizado no distrito de Mureş.